# Kal å Ada Volleycup
Kal å Ada Volleycup är en årligt återkommande volleybollturneringar i Valhalla sporthallar i Göteborg i Sverige. Turneringen går av stapeln i maj varje år sedan 1979 med deltagare från olika länder i Europa.

## Spelform
Det unika med denna turnering är dess spelform. Varje spelare rankas individuellt och laget får en sammanställd ranking där de möter andra lag. Beroende på vad lagen som möter varandra har för ranking börjar lagen matchen med olika poäng. Det gör det möjligt för alla lag att vinna, oavsett nivå, men det gör det också möjligt för spelare att kombinera ihop egna lag.
Antal deltagande 2015: 52 lag
Antal deltagande 2016: 52 lag

## Vinnare genom tiderna
| År   | Dam                         | Herr                       |
| ---- | --------------------------- | -------------------------- |
| 1980 | VBK G-70 (div 1)            | Vara VK (div 2)            |
| 1981 | Falköpings VK (div 3)       | Volvo IF Göteborg (div 3)  |
| 1982 | VBK G-70 (Elit)             | VBK G-70 (div 3)           |
| 1983 | Mölndals VK (div 2)         | Vendelsö 4H (div 2)        |
| 1984 | Vintrie VK (div 3)          | Mölndals VK (div 3)        |
| 1985 | VBK G-70 (Elit)             | Erikslunds KF (div 3)      |
| 1986 | Växjö VBK (div 1)           | Erikslunds KF (div 3)      |
| 1987 | VK Ervo (div 5)             | Kungälv volley (Elit)      |
| 1988 | Bara GIF (div 2)            | GARV (div 2)               |
| 1989 | KFUM Göteborg (Elit)        | Harambee (div 2, Holland)  |
| 1990 | Växjö VBK (div 1)           | GARV (div 2)               |
| 1991 | KFUM Göteborg (Elit)        | Täby volley (div 5)        |
| 1992 | KFUM Malmö (div 1)          | Iran IF (div 2)            |
| 1993 | Vi har vart bra (div 1)     | Herr Nysääh (div 2)        |
| 1994 | Tuna Volley (div 3)         | Lidingö SK (div 2)         |
| 1995 | KFUM Göteborg (div 1)       | Kumla VBK (div 3)          |
| 1996 | VK Veddige (div 1)          | Vara Old Timer (div 3)     |
| 1997 | Vi har vart bra (div 1)     | Upplands Väsby (div 1      |
| 1998 | Vi har vart bra (div 1)     | GSIF (div 3)               |
| 1999 | Mandator (Elit)             | Vara VK Old Timers (div 4) |
| 2000 | Alingsås VK (div 3)         | Teknikum VK (div 2)        |
| 2001 | Keski-Savon (Elit)          | Tuve VK (div 3)            |
| 2002 | Cell A (Elit)               | Partypower team (div 2)    |
| 2003 | Beachbrudarna (div 4)       | Leksbergs VBK (div 3)      |
| 2004 | KFUM Göteborg (Elit)        | Kalmar VBK (div 3)         |
| 2005 | STIF (div 3)                | Kalmar VBK (div 2)         |
| 2006 | KFUM Göteborg (Elit)        | Kalmar VBK (div 1)         |
| 2007 | Carpe Diem (div 4)          | Sovjet (div 2)             |
| 2008 | Falköpings VK (div 2)       | Sandefjord (div 3)         |
| 2009 | Sandefjord A (div 3)        | Sandefjord (div 3)         |
| 2010 | Alfahonorna (div 1)         | Ymer (div 2)               |
| 2011 | Mean machine (Elit)         | Solskensprinsarna (Elit)   |
| 2012 | Old Girls (Elit)            | Mahyars Pojkar (U19)       |
| 2013 | KALlt Å bADA (Elit)         | Tuve A (div 2)             |
| 2014 | GVBA Old Girls (div 3)      | Eventosaurus (div 3)       |
| 2015 | Superwomen (div 2)          | Soggy Bottom Boys (div 2)  |
| 2016 | KFUM Göteborg Dam A (div 2) | Tuve B (div 3)             |

### Fotnoter
1. ↑  Joakim Jannesson (15 februari 2016). ”Kal å Ada 2016”. Västsvenska volleybollförbundet. Arkiverad från originalet den 28 mars 2017. https://web.archive.org/web/20170328195620/http://www.volleyboll.se/distrikt2/vastsvenskavolleybollforbundet/Nyheter/Egnanyheter/Nyhetsarkiv/KalaAda2016. Läst 27 mars 2017.